# Mănăstirea Cozancea
Mănăstirea Cozancea este o mănăstire ortodoxă din România situată în comuna Sulița din județul Botoșani.
Prima biserică a fost construită din lemn de către trei pustnici cazaci, în a doua jumătate a secolului al XVII-lea. După circa 30 ani, în anul 1684, paharnicul Constantin Balș a construit cea de a doua biserică de lemn, aproape de malul Jijiei. Biserica de zid a fost construită de către boierul Vasile Balș, în anul 1732, pe valea Cozancea. Schitul a fost închis de către comuniști în anul 1960, fiind redeschis în anul 1983.
De-a lungul timpului, mănăstirea a păstorit și schiturile Coșula,  Balș, Zosin și Șoldana.
În această mănăstire și-a început viața monahală atât părintele Paisie Olaru - care a viețuit aici primii 26 ani de viață monahală -, cât și părintele Cleopa Ilie - care a viețuit aici primii 3 ani de viață monahală.